# خوزه گرچی
جوزپینا گرچی (ایتالیایی: Giuseppina Greci؛ ‏ ۱۰ ژانویهٔ ۱۹۴۱ – ۱ ژوئن ۲۰۱۷) با نام هنری خوزه گرچی بازیگر اهل ایتالیا بود.
گرچی در پانزده سالگی در آکادمی ملی هنرهای نمایشی سیلویو دامیکو ثبت نام کرد. بعد از دو سال آکادمی را ترک کرد تا روی صحنه برود. 
از فیلم‌ها یا برنامه‌های تلویزیونی که وی در آن نقش داشته‌است، می‌توان به تا آخرین قطره خون، بن هور و زیباترین زوج جهان اشاره کرد.